# Aster glabrifolius
Aster glabrifolius là một loài thực vật có hoa trong họ Cúc. Loài này được (DC.) Reiche mô tả khoa học đầu tiên năm 1901.